# 新语丝
新语丝（英語：New Threads），早期主要指《新语丝》月刊，后来主要指新语丝网站。两者皆主要由方舟子等海外华人所创办，主要内容为文学和科普。有时也指方舟子在美国注册的非盈利社团新语丝社。該等媒體收到PSI留学生服务公司提供一部分资助。

## 《新语丝》月刊
《新语丝》月刊是一份由方舟子等海外中国学人在1994年2月创办的一份电子文化性综合刊，名称源自中国新文化运动时期由鲁迅、周作人、錢玄同、林語堂等人在北京创办的同人刊物《语丝》。方舟子在发刊词中以蜘蛛自喻，“吐语成丝，编织为网”，赋于“语丝”一词新的涵义。据方舟子1995年的一篇回忆文章，这个灵感来自于alt.chinese.text（ACT）时代网络名人图雅（涂鸦）。
《新语丝》月刊开设有“牛肆”、“丝露集”、“网里乾坤” 和“网萃”四个固定栏目。每期又有“卷首诗”，从1996年起又增设“网讯”一栏，评论网上时事。《新语丝》内容包含随笔、评论、诗歌、散文、小说、文史哲以及科普小品等。每月定时发行正刊，并不定时发行专题增刊。
《新语丝》月刊在创刊之初通过ACT发行，1996年新语丝网站建立以后则主要通过网站发行。该刊物也通过邮件列表等其它方式在网上发行。

## 新语丝网站
新语丝网站由方舟子等海外华人于1996年创办，由方舟子和其他一些志愿者编辑管理。后来一些编辑与方舟子起了冲突，于是1997年发生了新语丝分裂事件：方舟子在没有征求别人意见的情况下，单方面在纽约州注册了《新语丝》，并决定了董事会的三名成员，将与其有矛盾的编辑排除在董事会之外。这些编辑愤而退出。方舟子从此控制了新语丝网站。方舟子则辩解称，事先已约定由其注册《新语丝》，故不是单方面。
网站上设有“新到资料”、“电子文库”、 “鲁迅家页”、“立此存照”等主要栏目，并设有“读书论坛”和“科技论坛”供网人讨论。目前新语丝主网站被中国政府技術性屏蔽，使得中国大陆用户不能直接访问，但可以访问新语丝在中国大陆的镜像网站。
新语丝上除了有丰富的文史资料，还登载很多关于科学普及，揭批学术腐败，反伪科学，揭露不实新闻，批判中医、邪教及基督教的文章。目前，在新语丝上新发表的所有文章大部分来自读者投稿，也有一些摘自网人博客和其它媒体。这些文章都由方舟子选择及更新，有时还在转载的文章前加上自己的按语，所以网站极具个人特色。方舟子并不讳言新语丝的倾向性，但自认为还算是比较公正，并曾解释说只要符合一定原则的文章一般也会刊出，但宣揚或同情「种族主义、法西斯主义、恐怖主义、沙文主义、民族歧视、性别歧视、宗教迷信、反科学、反理性、反民主、反人道、反人权」的內容都不登。

### 新到资料
新语丝上新加入的文章除了收入相应的栏目或文库以外，也同时列在其主页的“新到资料”一栏。方舟子自己的科普和评论文章、《新语丝》月刊等也以“新到资料”的方式发布。“新到资料”里的所有文章也通过邮件列表、RSS Feed 等方式发布。

### 文史资料
1995年6月，方舟子在友人帮助下建立“新语丝电子文库”，收藏《新语丝》杂志、中国经典书籍文章、现代书籍、以及网络作品等等。之后又建立电子图库，主要收集书法、绘画、照片等等。
新语丝的文史资料中最有影响力的当属于「鲁迅家页」，其中收集鲁迅各类作品、照片、传记，以及其他人对他的评论等等。这些资料大都由志愿者们手工输入、校对。新语丝上曾收录由网人输入的金庸小说。后来考虑到可能出现的版权问题，新语丝主动将其从网站上移除。

### 科学普及
新语丝上关于科学普及的资料包括了以下几个主要方面：
- 立此存照
- 批不实新闻
- 批基督教
- 批法轮功
- 批中医
- 批伪科学
- 批伪环保
- 科普作品

### 新语丝科学精神奖
由林树坤创立的瑞士科学期刊出版公司MDPI赞助，奖金1万瑞士法郎，每年由新语丝编辑部评选一次。2013年首届得主为何祚庥，2014年为饶毅。2015年为中国农业科学院生物技术研究所研究员黄大昉。

## 新语丝社
《新语丝》月刊设有编辑部，并从开始就计划在美国注册一个非盈利社团。

## 新语丝之友
「新语丝之友」是1996年方舟子等海外华人的一个电子邮件通讯网，用于讨论文学、艺术、历史、哲学等话题。成员之间通过电子邮件列表交流。由于有了更有效的通讯方式（网站、论坛等），这个通讯网几年之后停用了。

## 影响

### 傅新元120人公开信事件
2006年5月8日，美国印第安娜大学医学院免疫学教授、清华大学兼职教授傅新元发布了由120位海外华人签名的《120位中国科学家关于科学研究诚信的公开信》。信中称，学术不端行为应该首先由「内部解决」，应做「无罪假定」，「建议」由学术专家组成的权威机构来处理学术不端的真实指控，反对制度外的打假行为，因为「在缺乏适当调查的情况下，任何企图误导公众或利用新闻媒体去求得偏袒支持，或匿名进行公开人身攻击或传播谣言的行为都是不可接受的，必须加以制止」。
虽然傅新元的公开信没有直接提到新语丝，但由于其时间恰好在方舟子揭露四川大学丘小庆、魏于全之后，这封公开信还是在新语丝上引起强烈反弹，而方舟子也评论说该公开信不符合言论自由的原则。傅新元则在5月10日和17日两次发文给新语丝，说明自己并不是反对言论自由。

### 《自然》杂志的报道
英国《自然》杂志在2006年曾发表一篇特别报道及一篇社论提到并评论方舟子管理的“新语丝”网站，认为该网站虽然“在监督科研方面扮演了关键的角色”，但是认为“这种情形是很成问题的”，并在文章的附图中提到“在网站上张贴关于学术欺诈的指控让人联想到70年代用来迫害‘阶级敌人’的大字报”。
而方舟子则在“新语丝”上贴出一封写给《自然》杂志的信，称他赞同“中国应该建立一个调查不端行为的指控的正式渠道”，“但是在有这样的渠道之前，以及在它建立以后为确保它恰当地运作，新闻自由和言论自由是必不可少的。”